# Fort Wayne Open (Nationwide Tour)
Het Ben Hogan Fort Wayne Open was een golftoernooi van de Ben Hohan Tour, de voorloper van de huidige Nationwide Tour. Het werd ieder jaar op de Brookwood Country Club in Fort Wayne, Indiana, gespeeld.
De eerste editie was in 1990 en werd gewonnen door Dick Mast, voor wie het de derde overwinning dat seizoen was.
De tweede editie werd gewonnen door Bob Friend, die hiermee zijn eerste professional overwinning op zijn naam zette.
De laatste editie werd gewonnen door Russell Beiersdorf, die eerder dat seizoen de Ben Hogan Greater Greenville Claasic had gewonnen. Het Fort Wayne Open eindigde in een play-off die door Rick Parker verloren werd. Beiersdorf verdiende US$ 25.000.
| Jaar | Winnaar            | Score |
| ---- | ------------------ | ----- |
| 1990 | Dick Mast          |       |
| 1991 | Bob Friend         |       |
| 1992 | Russell Beiersdorf | -11   |